# بيير-ألكسيس تريمبلي
بيير-ألكسيس تريمبلي هو صحفي وسياسي كندي، ولد في 27 ديسمبر 1827 في مالبي في كندا، وتوفي في 4 يناير 1879 في مدينة كيبك في كندا. نشط حزبياً في الحزب الليبرالي الكندي وحزب كيبيك الليبرالي. وقد انتخب عضو الجمعية الوطنية في كيبك ‏ وانتخب عضو مجلس العموم الكندي.